# Rue du Capitaine-Madon
La rue du Capitaine-Madon est une voie du 18e arrondissement de Paris, en France.

## Situation et accès
La rue du Capitaine-Madon est une voie publique située dans le 18e arrondissement de Paris. Elle débute au 50, avenue de Saint-Ouen et se termine au 63, rue Ganneron.

## Origine du nom

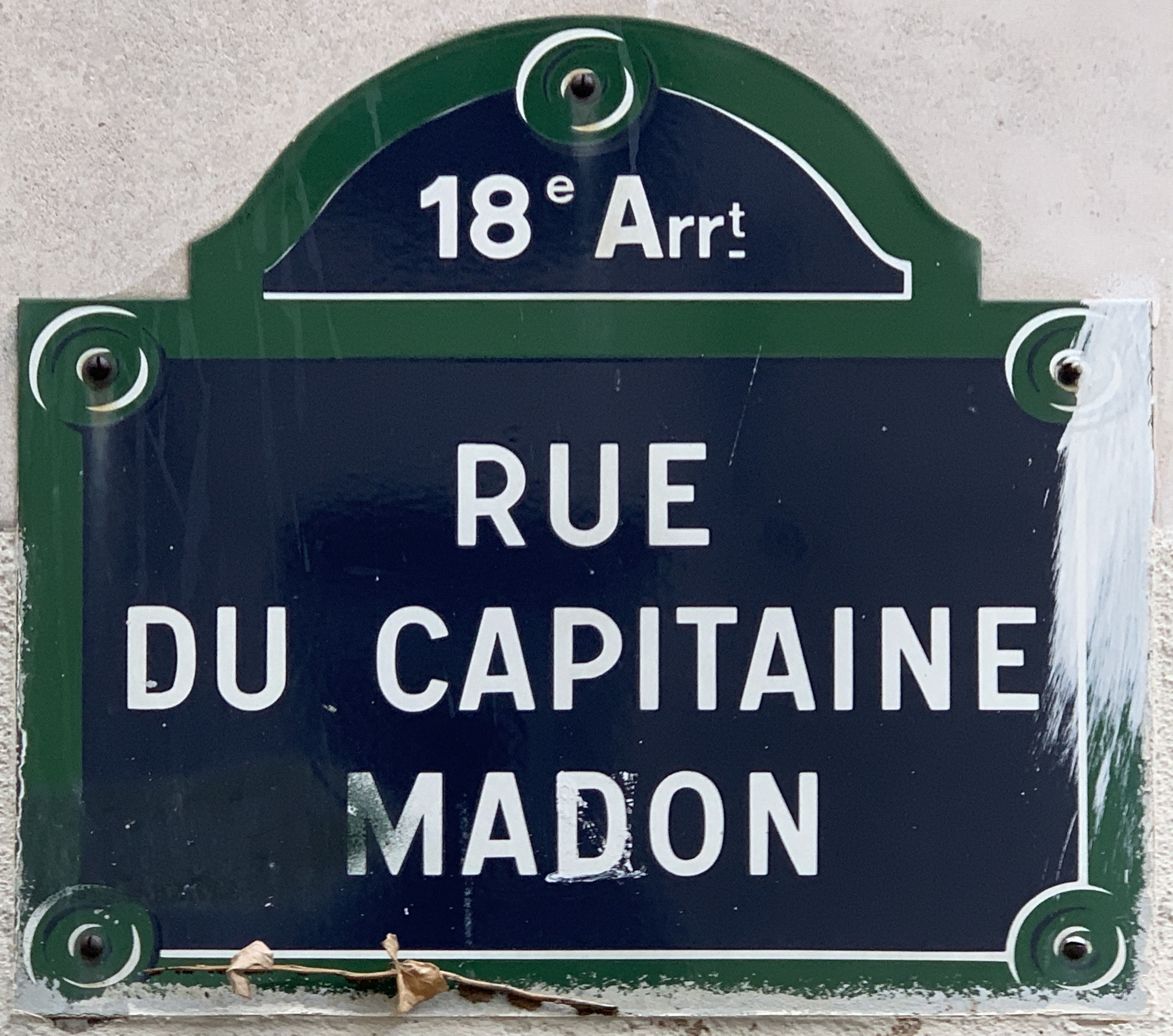
Plaque de la rue.

Elle porte le nom du capitaine aviateur, héros de la guerre 1914-1918, Georges Madon (1892-1924). 

## Historique
Antérieurement « passage Lacroix », devenu « passage Davy » par un arrêté du 1er février 1877, cette voie prend la dénomination de « rue du Capitaine-Madon » en 1947 puis est classée dans la voirie parisienne par un arrêté municipal du 2 novembre 1993.